# Bank Austria
Bank Austria Creditanstalt AG (BA-CA) er den største bankvirksomhed i Østrig med hovedsæde i hovedstaden Wien. Størstedelen af aktierne i banken har siden 2007 været ejet af UniCredit. For tiden har UniCredit Group 96,35 % af aktierne og resten er i frit omløb gennem notering på Wiener- og Warschauer Börse.
Banken er udover at være stærk i Østrig også stærk i de mellem- og østeuropæiske lande. Disse markeder udgjorde i 2006 20 % af overskuddet på 3,272 mia. Euro. Af de 30.993 medarbejdere var 64% beskæftiget i udlandet per slutningen af 2006.
Siden starten af 2007 har BA-CA været ansvarlig for styringen af en del af UniCredits datterselskaber. BA-CA er derigennem synlig i 20 lande, hvori de førhen ikke havde virksomhed. I otte af disse lande har UniCredit selv endnu ikke nogle filialer. BA-CA kunne dog ikke beholde sin forretning i Polen, hvor de gennem datterselskabet Bank BPH var særdeles godt repræsenteret.